# برتری کوانتومی (کتاب)
برتری کوانتومی: چگونه انقلاب کامپیوترهای کوانتومی همه چیز را تغییر خواهد داد (به انگلیسی: Quantum Supremacy: How the Quantum Computer Revolution Will Change Everything) کتاب علمی همگان‌فهم نوشته میچیو کاکو است که در ۲ می ۲۰۲۳ منتشر شد. این کتاب دربارهٔ رایانش کوانتومی و استفاده از آن برای کارهای مختلف است.